# Day One (ER)
Day One is de tweede aflevering van het eerste seizoen van de televisieserie ER, die voor het eerst werd uitgezonden op 22 september 1994.

## Verhaal
De vrouw van Dr. Mark Greene, Jennifer, komt in het ziekenhuis met de mededeling dat zij geslaagd is voor haar advocatenexamen. Zij worden betrapt door zijn collega's als zij dit intiem aan het vieren zijn. Ondertussen behandelt Mark een oudere vrouw waarvan de man niet bereid is om haar te laten gaan, terwijl zij niet gereanimeerd wil worden.
Het is nu acht weken geleden na de zelfmoordpoging van verpleegster Hathaway. Doug heeft het nog niet op kunnen brengen om haar te bezoeken, terwijl zij voor twee jaar een relatie hebben gehad.
Dr. Lewis redt het leven van een baby met verstikkingsverschijnselen. Zij discussieert met Dr. Cvetic van de afdeling psychiatrie, die weigert een opname van een patiënt van haar die lijdt aan dementie. Dan krijgt zij een gezin onder haar hoede die aangereden zijn door een dronken bestuurder. De man en kind zullen het overleven, maar de vrouw is levensgevaarlijk gewond. De dronken bestuurder heeft daarentegen alleen maar een paar schrammen, dit tot grote ergernis van het personeel.
Carter heeft een groep Duitse toeristen onder zijn hoede die lijden aan voedselvergiftiging. Tevens heeft hij ook een flirt met een knappe patiënte met huiduitslag.
Dr. Benton behandelt een patiënt en komt erachter dat zijn juiste diagnose in twijfel wordt getrokken door de huisarts van de patiënt.

## Rolverdeling

### Hoofdrol
- Anthony Edwards - Dr. Mark Greene
- Christine Harnos - Jennifer Greene
- George Clooney - Dr. Doug Ross
- Sherry Stringfield - Dr. Susan Lewis
- Eriq La Salle - Dr. Peter Benton
- John Terry - Dr. David 'Div' Cvetic
- Scott Jaeck - Dr. Steven Flint
- Noah Wyle - John Carter
- Julianna Margulies - verpleegster Carol Hathaway
- Vanessa Marquez - verpleegster Wendy Goldman
- Yvette Freeman - verpleegster Haleh Adams
- Deezer D - verpleger Malik McGrath
- Conni Marie Brazelton - verpleegster Connie Oligario
- Ellen Crawford - verpleegster Lydia Wright
- Abraham Benrubi - Jerry Markovic

### Gastrol
- Yvonne Zima - Rachel Greene
- Tobin Bell - ziekenhuis administrateur
- Glenn Plummer - Timmy Rawlins
- Petra Porras - Perez
- John Randolph - Mr. Franks
- Herta Ware - Mrs. Franks
- Ed Cambridge - Victor
- Jeff Phillips - Wayne
- Franklin Cover - Mr. Thurnhurst
- Nick DeMauro - Mr. Zumbano
- John LaMotta - Ivan Gregor
- Kristopher Logan - kreeftenman
- Rick Marzan - Camacho
- Georgiana Tarjan - Helen Hathaway

en vele andere